# Merchelm
Merchelm est un prince anglo-saxon de la fin du VIIe siècle. Il règne sur le peuple des Magonsæte, dans l'ouest des Midlands.

## Biographie
Merchelm est vraisemblablement le fils de Merewalh, qui règne sur les Magonsæte vers le milieu du VIIe siècle. Son existence est principalement attestée par le « testament de sainte Mildburh », un recueil de chartes concernant l'abbaye de Much Wenlock qui subsiste dans un manuscrit du XIIIe siècle de l'hagiographie de Mildburh, fille de Merewalh et première abbesse de Much Wenlock. Il est décrit dans ces chartes comme le frère de Mildburh et porte le titre de roi (rex). L'une d'elles (S 1799) est une donation effectuée par Merchelm et son frère Mildfrith à leur sœur Mildburh et à son abbaye, qui reçoivent plusieurs domaines dans le Shropshire : à Cleehill, près de la rivière Corve, à Kenbecleag (non identifié) et à Chelmarsh
Plusieurs éléments suggèrent un lien étroit entre Merchelm et la lignée royale de Mercie. La donation qu'il fait à l'abbaye de Much Wenlock est confirmée par le roi mercien Æthelred, qui règne de 675 à 704. Le nom même Merchelm signifie « casque des Merciens ». Il est peut-être à l'origine du nom de Marchamley, un hameau situé près du village de Hodnet, également dans le Shropshire. L'historien Patrick Sims-Williams suggère que le pouvoir des Magonsæte pourrait avoir trouvé son origine dans cette région avant de s'étendre vers le sud et le canal de Bristol grâce à l'appui des rois de Mercie.